# River Cess (miasto)
River Cess – miasto w południowej Liberii, stolica hrabstwa River Cess. Według danych na rok 2008 liczy 2578 mieszkańców.